# Второй рейд Стюарта вокруг Макклеллана
Второй рейд Стюарта вокруг Макклеллана (Second ride around McClellan), также известный как Чамберсбергский рейд — кавалерийская операция, которую провёл генерал Конфедерации Джеб Стюарт 10—12 октября 1862 года в ходе гражданской войны в США. Этот рейд во многом напоминал первый рейд Стюарта вокруг Макклеллана, осуществлённый в июне того же года.
В сентябре 1862 года федеральный главнокомандующий Макклеллан смог остановить вторжение Северовирджинской армии в Мэриленд и заставил южан отступить в Вирджинию, но не смог организовать преследование противника. В свою очередь, генерал Ли не успел добиться некоторых своих целей в ходе Мэрилендской кампании и решил использовать для их достижения кавалерию. Следуя его приказам, Стюарт взял 1800 кавалеристов и четыре лёгких орудия, вошёл в Мэриленд западнее лагерей Потомакской армии, прошёл Мерсерсберг и Чамберсберг, и вернулся в Вирджинию, описав круг вокруг Потомакской армии. Этот рейд предположительно стал одной из причин отстранения генерала Макклеллана от командования Потомакской армией.

## Предыстория
После завершения Мэрилендской кампании генерал Ли отвёл Северовирджинскую армию за Потомак, а его противник (генерал Макклеллан) остался на мэрилендском берегу и, по словам Лонгстрита, «не проявлял намерений переправиться». 28 сентября генерал Стюарт разметил штаб своей кавалерийской дивизии в 10 милях западнее Чарльзтауна в доме Эдама Дэнбриджа. Именно у Дэнбриджа Стюарт купил лошадь Ласи Лонг, которую подарил генералу Ли.
Историк Дуглас Фриман писал, что провести рейд в тыл противника предложил Стюарту сам генерал Ли. Ли хотел понять, как именно расположена Потомакская армия, и для этой цели решил организовать «экспедицию» (как он это назвал), которая могла быть в дальнейшем превращена в рейд. При благоприятных обстоятельствах кавалерия могла прорваться к Чамберсбергу и разрушить один из мостов Камберлендской железной дороги. Это нарушило бы снабжение федеральной армии, расположенной в Хагерстауне. Выгоды от этой диверсии оправдывали возможные риски.
8 октября Ли отправил Стюарту официальный приказ. Стюарту предписывалось возглавить 1200 или 1500 хорошо вооружённых кавалеристов, атаковать Чамберсберг, собрать возможно больше информации, а также нанести противнику какой-нибудь дополнительный ущерб. Ли рекомендовал захватить как можно больше пленных для последующего обмена. В духе своих инструкций перед июньским рейдом Ли писал: «Успех всего мероприятия зависит от вашего опыта и рассудительности, и вы не должны подвергать опасности свой отряд или заходить дальше, чем диктует ваше благоразумие». Он также писал, что если вылазка в дальнейшем будет развита до рейда вокруг Потомакской армии, то Стюарту стоит на обратном пути перейти Потомак у Лисберга. Томас Джексон знал про этот план и даже завидовал Стюарту, говоря, что готов сам принять участие в рейде хотя бы простым кавалеристом.
Готовясь к рейду, Стюарт собрал 1800 кавалеристов и поручил командование Уэйду Хэмптону, Уильяму Джонсу, Уильяму Уикхему, Руни Ли и Мэтью Батлеру. Отряд был усилен батареей конной артиллерии Джона Пелхама. Всем участникам было велено собраться в полдень 9 октября около Дарксвилла. Поздно ночью 8 октября Стюарт дал прощальный бал в доме Дэнбриджа. Вечером 9 октября Стюарт привел отряд в посёлок Хэджсвилл, где встал лагерем и зачитал отряду своё обращение. Он сказал, что от участников намеченного мероприятия потребуется всё их хладнокровие и храбрость, но цели и продолжительность «экспедиции» он предпочитает пока хранить в секрете. Той ночью Стюарт с Хэмптоном лично изучили переправу Маккой-Форд на предмет её проходимости

## Рейд

### 10 октября
10 октября в 03:00 отряд в 30 человек под командованием лейтенанта Хокспилла Филлипса (10-й Вирджинский кавалерийский полк) под прикрытием густого тумана перешёл Потомак в 200 метрах выше брода Маккой-Форд, атаковал и рассеял федеральные пикеты у переправы — это были части 12-го Иллинойсского кавалерийского полка, которым командовал капитан Томас Логан. Всё, что Логан мог сделать — это донести о произошедшем командованию. Логан правильно определил, что Стюарт направляется к Мерсерсбергу, но переоценил численность противника, доложив о 2500 кавалеристах при 8 орудиях.
На рассвете передовая бригада (Уэйда Хэмптона) перешла Потомак и вышла на трассу National Road западнее горы Норт-Маунтин. Здесь Стюарт узнал, что за час до него по дороге на запад прошли шесть федеральных пехотных полков при двух батареях. Не задерживаясь, Стюарт продолжил путь на север и по долине Блэр-Велли пошёл в Пенсильванию, где сразу же сделал привал. Весь путь через Мэриленд был проделан строго в колонне, не отвлекаясь на сбор продовольствия. На привале Стюарт зачитал приказ о дальнейшем марше. Он приказал каждой бригаде выделить 200 человек для поиска и приобретения лошадей и предупредил, что каждая конфискованная лошадь должна быть оплачена, запретив грабежи под угрозой строгого наказания. Таким образом, отряд был разделен на три части: 600 человек под руководством Хэмптона шли в авангарде, 600 человек в арьергарде, а ещё 600 занимались сбором лошадей.
Около полудня южане вошли в пенсильванский Мерсерсберг, и Стюарт разместил штаб в доме Джорджа и Кэтрин Стейгер. Поскольку дети Стейгеров болели корью, Стюарт разместился снаружи, пообедав на крыльце дома. В Мерсерсберге южане конфисковали 400 или 600 пар обуви, расплатившись долларами Конфедерации. Мерсерсбергский врач потом говорил, что южане «вели себя очень прилично. Это были грабители-джентльмены». Артиллеристы Пелхама раздобыли себе соломенные шляпы, так что Стюарт шутя спрашивал, где Пелхам нашёл столько фермеров. На всякий случай Стюарт приказал офицерам обыскать рядовых на предмет наличия виски и уничтожить всё, что найдётся.

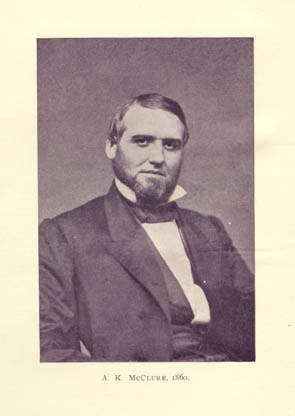
Александр Макклар

В заходу солнца, около 19:00, уже под дождем, южане вышли к Чамберсбергу. На башне здания окружного суда округа Франклин ударили в колокол, на площади собрались 75 ополченцев, а официальные лица города сформировали официальную делегацию. Два члена этой делегации, полковник Александр Макклар и Томас Кеннеди под охраной ополченцев вышли навстречу южанам. Стюарт уполномочил Хэмптона вести переговоры. Южане не знали, какие федеральные силы стоят в Чамберсберге, поэтому Хэмптон пошёл на переговоры и потребовал капитуляции города. Когда был задан вопрос об условиях сдачи, Хэпмтон обещал не наносить ущерба частной собственности.

Макклар потом вспоминал: «Он заверил нас, что будет всячески оберегать граждан — не разрешит солдатам входить в публичные и частные дома без приказа офицера по законному поводу — что он заберёт столько частной собственности, сколько требуется для его правительства и его отряда, но это будет сделано под присмотром офицеров, которые не допустят беспричинного разрушения, и по запросу выдаст расписку, которую можно будет предъявить федеральному правительству. Вся собственность, принадлежащая правительству США или находящаяся в его пользовании будет конфискована или уничтожена, а все раненые будут условно освобождены. Будучи сам федеральным офицером, я естественно ощутил некоторое любопытство узнать, какова будет моя судьба в случае если мой статус откроется, и я честно предположил, что в городе могут быть некоторые федеральные офицеры, которые присматривают за ранеными, охраняют склады или находятся на вербовочной службе, и спросил, какие распоряжения будут относительно этих людей. Он ответил, что условно освободит их, если не будет особых оснований поступить иначе». 
В 20:00 2-й Южнокаролинский кавалерийский полк первым вошёл в город. Стюарт шёл при авангарде, он остановился у гостиницы «Франклин», где зарегистрировался на ресепшене. Оттуда он уехал на восточную окраину города и остановился в здании для сбора дорожной пошлины. Южане забрали в городе все правительственные запасы обуви, шёлка, кофе, сахара, нижнего белья и иных припасов. Им удалось найти 500 револьверов и множество кавалерийских сабель. Стюарт собирался забрать также деньги из городского банка, но банк успел вывезти их в Филадельфию.
Одной из главных целей рейда было уничтожение моста через Конокочиг-Крик в 5 милях от Чамберсберга. Стюарт поручил это задание Уильяму Джонсу, который послал к мосту капитана Томаса Уайтхэда с частью 2-го Вирджинского кавполка. Но уничтожить мост не удалось; историки Эмори Томас и Дуглас Фриман писали, что мост оказался железным, и южане не смогли его повредить. Джеффри Уэрт писал, что мост был деревянным, но местные жители уверили южан, что он железный, и те, ввиду сильного дождя, не стали проверять эти показания. Впоследствии, в ходе Геттисбергской кампании, мост легко удалось уничтожить.
Федеральное командование узнало о переправе Стюарта у Макой-Форд через несколько часов после события. Рапорты сообщали, что южане находятся около Мерсерсберга и Чамберсберга. Главнокомандующий генерал Халлек приказал Макклеллану бросить против Стюарта все силы и не допустить, чтобы хоть один южанин вернулся в Вирджинию. Макклеллан приказал взять под охрану все переправы и пришёл к мнению, что Стюарту не удастся вернуться обратно и полное его уничтожение неизбежно.

### 11 октября

Карта рейда Стюарта

До рассвета 11 октября отряд Стюарта покинул Чамберсберг, но двинулся не обратно, на запад, а на восток, по дороге на Геттисберг. Как только колонна покинула город, кавалеристы 2-го Южнокаролинского и 1-го Северокаролинского полков разобрали железнодорожное полотно и подожгли депо Камберлендской железной дороги, мастерские, амбары и склад боеприпасов, которые были захвачены у южан во время Мэрилендской кампании. Кроме того, уходя, южане условно освободили более 250 раненых и больных федеральных военнослужащих.
За городом Стюарт вызвал капитана Уильяма Блэкфорда, отъехал с ним вперёд по дороге и изложил ему свои мотивы выбора нового пути, чтобы тот был свидетелем в его пользу в случае внезапной гибели Стюарта. Генерал сказал, что бригада Джэйкоба Кокса наверняка уже знает о рейде и готова перекрыть пути отступления, а неровная местность позволит им легко обороняться. Если же Стюарт пойдёт в обход Потомакской армии с востока, то наверняка не встретит препятствий. Переправы будут охраняться, но внезапной атакой с тыла их наверняка можно будет захватить. Путь будет лежать по открытой местности, где сложнее попасть в засаду. На этом пути все преимущества будут на стороне южан, кроме того обстоятельства, что дорога выйдет длиннее. Опасность может представлять и гарнизон в Харперс-Ферри, но если двигаться быстро, то любых опасностей можно избежать.
Фриман писал, что выбор Стюарта «говорит о развитии его стратегического чутья». Двигаясь по геттисбергской дороге, Стюарт перешёл Голубой хребет, ненадолго остановился, чтобы покормить лошадей, а потом свернул с геттисбергской дороги на юг, перешёл границу Мэриленда и вступил в Эммитсберг. Около города он заметил отряд федеральных улан, численностью 150 человек, которые шли в сторону Геттисберга. Стюарт запретил атаковать их, так что его люди только захватили нескольких отстающих. Не задерживаясь в Эммитсберге, Стюарт проследовал дальше. В Роки-Ридж, в 6 милях от Эммитсберга, он захватил курьера с письмами к уланскому отряду. Поняв из писем, что во Фредерике стоит федеральная армия, Стюарт свернул с дороги Эммитсберг-Фредерик на восток и проследовал просёлочными дорогами на Вудборо, Либерти и Нью-Маркет. По данным Фримана, он покинул фредерикскую дорогу, когда находился примерно в 37 милях от Эммитсберга и примерно на таком же расстоянии от Потомака. Наступила вторая бессонная ночь, кавалеристы были голодны и едва держались в седле от усталости.
В Нью-Маркете Стюарт вспомнил, что неподалёку находится городок Урбана, где он держал штаб в сентябре и где завёл много друзей. Он предложил Блэкфорду навестить городок и в сопровождении нескольких человек покинул колонну. Блэкфорд потом писал, что ночь была достаточно светлой, а местность хорошо знакомой, так что они рассчитывали легко уйти в случае столкновения с федеральной кавалерией.

### 12 октября
Стюарт нагнал колонну в 07:00 (12 октября) в Хьятстауне. Начался самый опасный участок марша; бригада Руни Ли шла в авангарде, бригада Хэмптона в арьергарде с 2-м Южнокаролинским полком (Мэтью  Батлера) в качестве замыкающего. Два орудия батареи Пелхама двигались впереди, два позади колонны. Был отдан приказ в случае столкновения с противником использовать только сабли и не стрелять, чтобы не выдать своего местоположения.
Стюарт вёл колонну к участку реки Потомак между устьем реки Монокаси и переправой Эдвардс-Ферри. На этом участке длиной 11 миль было четыре переправы. Стюарт предположил, что противник будет ждать его в устье Монокаси или у Эдвардс-Ферри, и по совету проводника выбрал малоизвестную переправу Уайт-Форд, которой уже почти никто не пользовался Эта переправа находилась в трёх милях вниз по реке от Монокаси и в девяти от Эдвардс-Ферри. По пути к переправе Стюарт неизбежно был бы замечен наблюдателями с высоты горы Сахарная Голова, что в двух милях западнее Барнсвилла. Наблюдатели в свою очередь должны были вызвать пехоту, и поэтому переправиться требовалось как можно быстрее.
В то утро генерал Плезонтон уже знал, что Стюарт намеревается перейти Потомак где-то около Эдвардс-Ферри, и предпринял меры по охране переправ. В устье реки Монокаси он разместил 3-й и 4-й Мэнские пехотные полки общей численностью 600 человек. У Уайт-Форд он поместил 99-й Пенсильванский и 40-й Нью-Йоркский полки, общей численностью 700 человек. 10-й Вермонтский полк стоял у Сенека-Крик, 39-й Массачусетский — у Эдвардс-Ферри. В Пулсвилле стоял резерв: 38-й и 101-й Нью-Йоркские, 57-й Пенсильванский пехотные и 1-й Род-Айлендский кавалерийский полки (950 чел).
Стюарт проследовал из Хайатстауна в Барнсвилл, затем проследовал на юг, чтобы это напоминало марш к Эдвардс-Ферри. Почти сразу за городом по правой стороне от дороги начинался густой лес, через который вела старая заброшенная дорога. Она выводила к дороге, что вела из Билсвилла на запад. Пройдя по ней с километр, надо было свернуть на фермерскую дорогу, ведущую к броду. Стюарт проследовал этим путём, рассчитывая, что лес скроет его от наблюдателей с Сахарной Головы. Они вышли лесом на Билсвиллскую дорогу и неожиданно наткнулись на федеральный отряд. На южанах были синие федеральные мундиры, захваченные в Чамберсберге, поэтому северяне сориентировались не сразу. Стюарт скомандовал атаку и быстро обратил противника в бегство.
Но за федеральной кавалерией подходили дополнительные подразделения. Руни Ли развернул свой отряд в боевую линию на пологом хребте, который давал преимущества при стрельбе по федералам и одновременно скрывал дорогу к переправе. Пелхам развернул на хребте свои орудия. Основная колонна направилась к переправе. Стюарт поручил капитану Блэкфорду лично проверять, чтобы никто не задерживался и не приостанавливался даже для того, чтобы напоить лошадей. Руни Ли первым прибыл к переправе и обнаружил там федеральный отряд, без артиллерии, но готовый к обороне. Он обратился к Стярту за советом, но тот был слишком занят на своём участке и велел Ли прорываться с боем, если это возможно.

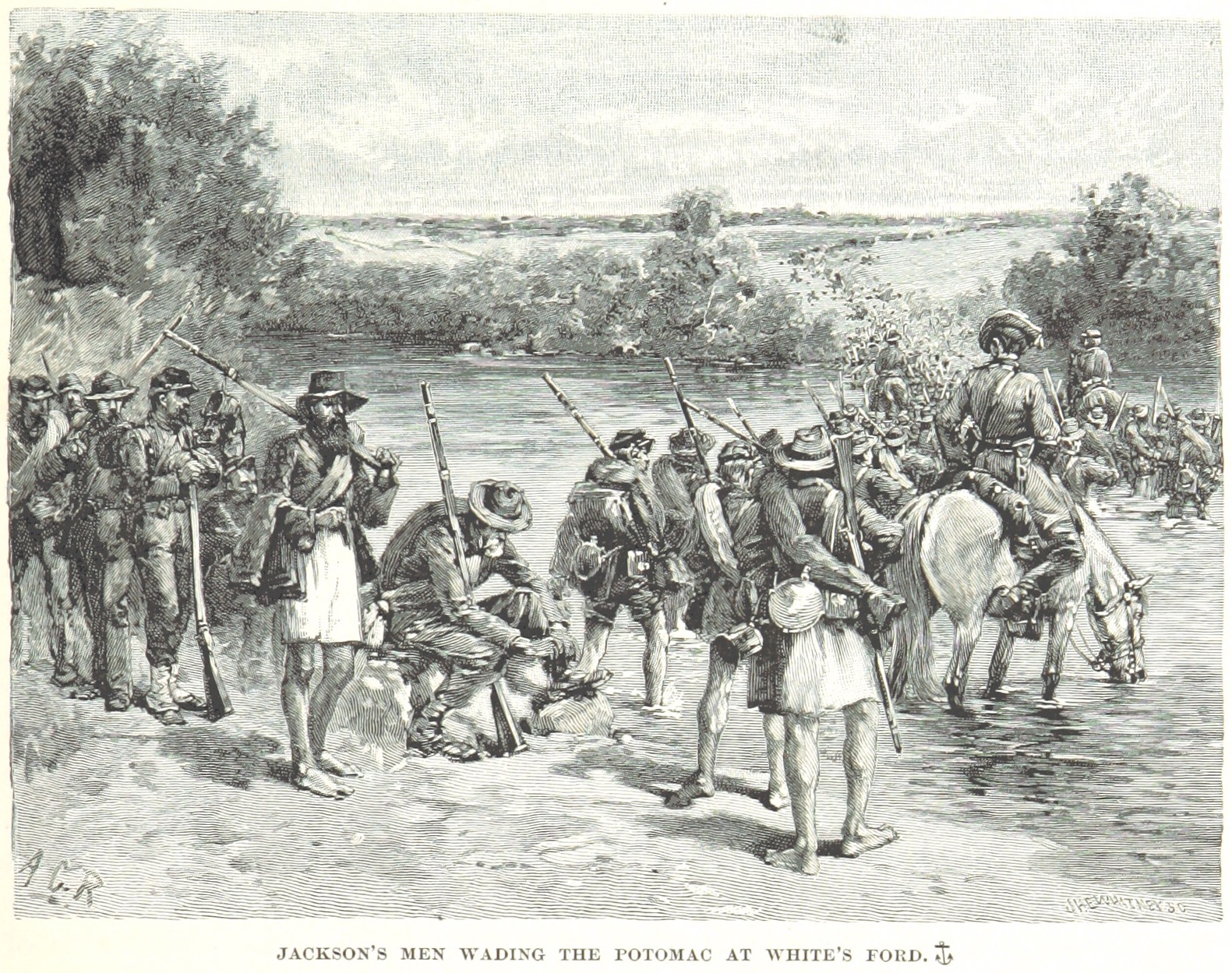
Корпус Джексона переходит Потомак по броду Уайт-Форд за месяц до рейда Стюарта.

Когда Руни Ли появился у Уайт-Форд, 40-й Нью-Йоркский полк ушёл на рекогносцировку в сторону Лисберга и у переправы остался один только 99-й Пенсильванский под командованием подполковника Эдвина Билса. Полк был растянут вдоль берега на 4 мили и непосредственно у переправы стояли 4 роты. Заметив приближение противника, Билс успел вызвать на помощь ещё одну роту. Позже он писал, что у него было около ста человек. Генри Макклеллан предположил, что если полк в те дни насчитывал 477 человек, то даже 4 роты должны были насчитывать около 200 человек. Стюарт тоже писал, что переправу удерживали 200 человек. Руни Ли полагал, что их было ещё больше.
Руни Ли понимал, что лобовая атака противника может привести к серьёзным потерям. Он решил действовать хитростью и отправил федеральному отряду требование сдаться в течение 15 минут. Он утверждал, что на позиции находится вся кавалерия Стюарта, но южане не хотят бесполезного кровопролития. Ответа не последовало, и Ли уже готов был отдать приказ об атаке, когда заметил, что северяне снялись с позиции и отходят вниз по течению реки. Южане немедленно приступили к форсированию брода, стараясь переправить в первую очередь два орудия. Стюарт постепенно сам отходил к переправе, Пелхам отводил орудия, одновременно успевая вести огонь по противнику. В последний момент обнаружилось, что исчез арьергард под командованием Батлера. Блэкфорд отправился на поиски арьергарда, памятуя о том, что Стюарт предлагал Батлеру в случае, если его отрежут, вернуться обратно через Пенсильванию. Блэкфорд нашел южнокаролинский отряд Батлера в трёх милях от переправы. Батлер начал отступать, но медленно, чтобы не потерять порученное ему орудие. Блэкфорд советовал бросить орудие, но Батлер отказался. Он успел прорваться к переправе, подходы к которой удерживала батарея Пелхама. Как только последние кавалеристы Батлера вошли в реку, Пелхам свернул орудия и последним покинул мэрилендский берег.

## Последствия

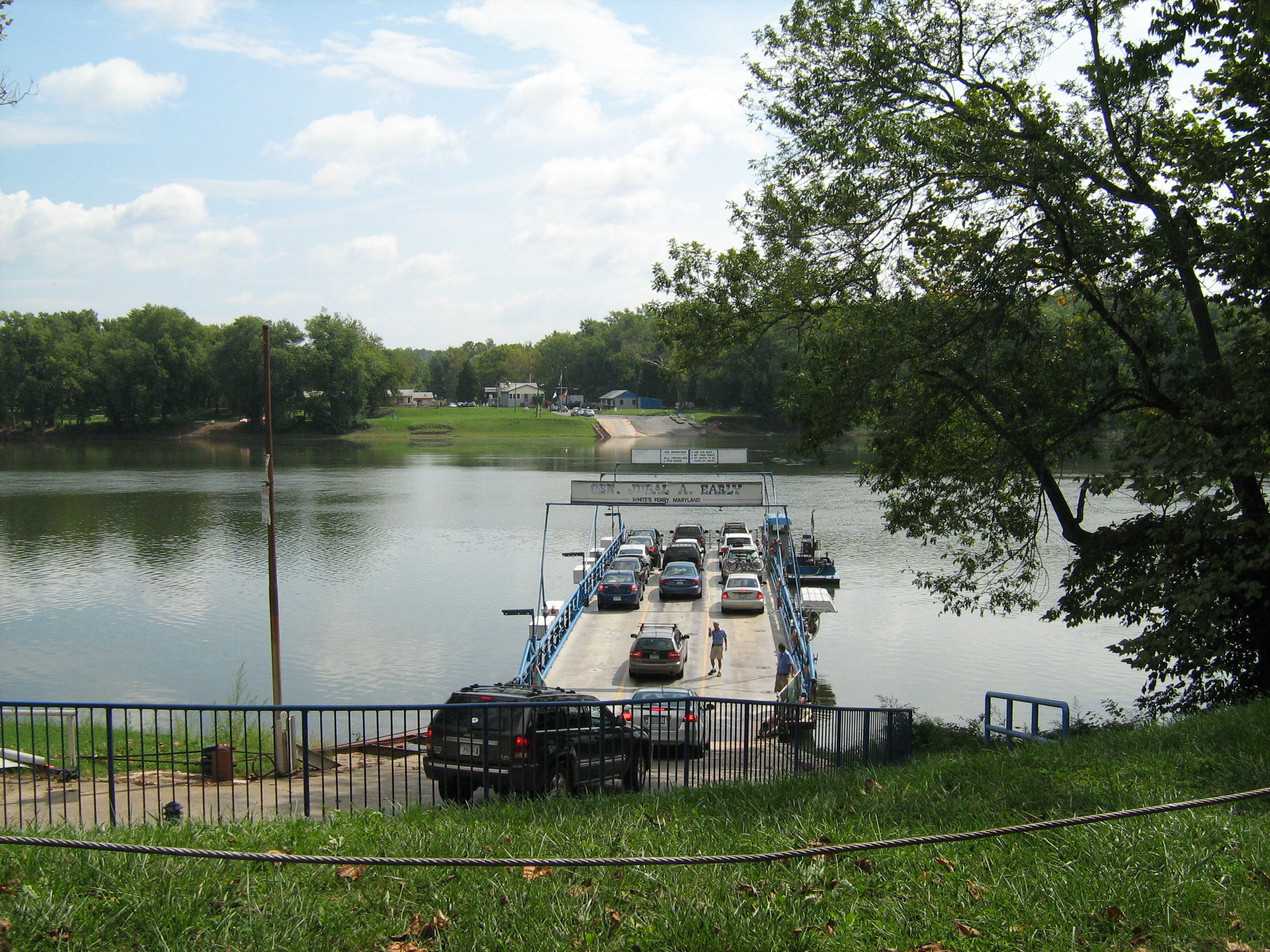
Река Потомак у Уайт-Ферри, немного ниже по течению относительно брода Уайт-Форд.

Северяне не пытались преследовать Стюарта, и его отряд без помех ушёл в лагерь под Лисбергом. Там пересчитали добычу: за Потомак южане угнали 1200 лошадей, при этом потеряв 60. Серьёзных потерь не было. Несколько человек было легко ранено, ещё двое отстали от колонны и, вероятно, попали в плен. Основные убытки понёс сам Стюарт: его чернокожий слуга Боб заснул в дороге и был захвачен в плен вместе с двумя конями: пропали жеребец Скайларк (Skylark) и кобыла Лэди Маргрейв (Lady Margrave).
Стюарт прибыл в Лисберг 13 октября, оттуда сразу же отправился в долину Шенандоа, где встретил генерала Ли и лично рассказал ему подробности рейда. Он также встретился с Джексонаом, который приветствовал его словами «Как дела, Пенсильвания?» и спросил, не нашёл ли ещё Стюарт свою шляпу, захваченную северянами в Вердисвилле в августе. Стюарт ответил, что пока нет.
На Юге рейд Стюарта произвёл сильное позитивное впечатление. Он был хорош и в замысле, и в исполнении, произвёл переполох в армии и администрации Севера и при этом прошёл без потерь. Отправляя рапорт Стюарта в Военный департамент, генерал Ли особо отметил храбрость, здравомыслие и доблесть, проявленную тем в ходе рейда. Адъютант генерала Ли, Вальтер Тейлор, утверждал, что рейд был выполнен в характерном для Стюарта «несравненном» стиле. Военный департамент назвал рейд «блестящим достижением». Уэйд Хэмптон похвалил командирские навыки Стюарта, но пожаловался, что тот приписывает весь успех своим вирджинским кавалеристам, оставляя без внимания остальных.
Сам Стюарт в письме жене от 16 октября написал, что его рейд не имеет аналогов в истории. «Я, конечно же, не знаю, оценят ли его так высоко, как Чикахоминский рейд или рейд на Кэтлет-Стейшен, — писал он, — но если моя жена гордится мной, то мне этого достаточно».
Не обошлось и без критических комментариев. Джубал Эрли говорил, что это крупнейшая конокрадская экспедиция, которая лишь немного потревожила противника. Было потеряно много ездовых лошадей, а захваченные в плен больше годились на роль обозных. Впоследствии военные историки также обращали внимание на то, что Стюарт не достиг главной цели — он не смог разрушить мост под Чамберсбергом, ради чего и была предпринята вся экспедиция. Другие замечали, что все выгоды едва ли стоили рисков: Стюарт легко мог быть отрезан на северном берегу Потомака и потерять весь свой отряд.
Федеральный главнокомандующий, генерал Джордж Макклеллан, ещё 6 октября получил приказ начать наступление в Вирджинии, но не начинал его в течение целого месяца. По его словам, одной из причин задержки был рейд Стюарта. Макклеллан утверждал, что бросил против Стюарта всю свою кавалерию и эта операция так измотала людей и лошадей, что использование кавалерии в наступлении стало невозможным. Историк Эмори Томас писал, что рейд Стюарта мог быть одной из причин, побудивших президента Линкольна отправить Макклеллана в отставку.

### Памятники
В 3 километрах от брода Уайт-Форд в наше время установлен исторический маркер, который говорит, что Стюарт переправлялся здесь в 1862 году, а генерал Джубал Эрли — в 1864. В Пенсильвании, на трассе РА-75, примерно на границе с Мэрилендом, в 1947 году был установлен маркер, где написано, что именно здесь 10 октября кавалерия Стюарта вошла в Пенсильванию.